# Pasites gnomus
Pasites gnomus là một loài Hymenoptera trong họ Apidae. Loài này được Eardley mô tả khoa học năm 1997.